# Stretton en le Field
Stretton en le Field è un villaggio e parrocchia civile dell'Inghilterra, appartenente alla contea del Leicestershire.